# The Tell-Tale Pants
«The Tell-Tale Pants» (укр. «Штани виказали») — шістнадцята серія тридцять п'ятого сезону мультсеріалу «Сімпсони», прем'єра якої відбулась 5 травня 2024 року у США на телеканалі «Fox».

## Сюжет
На 35 щорічній церемонії нагородження «Springie Awards» Кнурмен представляє лавреатів і вручає їм нагороди. Більшість мешканців Спрінґфілда виграють нагороди, окрім родини Сімпсонів. Нарешті, Мардж отримує нагороду як найбільш недооціненна людина. Однак, як тільки вона приймає нагороду, то прокидається виявивши, що все це було сном.
Мардж проводить свій день, але не відчуває, що її ніхто цінує: вона відвозить Маленького Помічника Санти до ветеринара, Барта до лікарні після травми, а Гомер розриває на собі штани і віддає дружині зашити їх.
Наступного дня, обурено зашиваючи штани Гомера, Мардж дивиться шоу «Сміття за готівку». У шоу жінка продала ідентичні штани «Leevi's» за 2600 доларів. Мардж вирішує сказати Гомеру, що вона не може зашити штани, і Гомер замість них одягає на роботу спортивні штани. Жінка відносить штани Гомера до Колекціонера Штанів за 2595 доларів.
Тим часом на Спрінґфілдській АЕС містер Бернс і Смізерс дивляться «Оппенгеймер». Бернс каже Смізерсу, що хоче бути кращим за Роберта Оппенгеймера, тому іде разом з кількома підлеглими до активної зони реактора. Підлеглі насипають невелику кількість урану. Однак додають занадто багато, через що завод починає плавитися. Поки всі борсалися в своїх громіздких костюмах, Гомер у спортивних штанах забігає в активну зону і виймає блок урану, зупинивши розплавлення. Тоді містер Бернс як нагороду дає Гомерові два квитки на бейсбольний матч.
Отримавши гроші Мардж шукає, куди їх можна витратити, бо не має бажання вкласти все в сім'ю. Коли вона телефонує Гомерові, щоб зізнатися, що продала його штани, то чує, що Гомер на грі. Це її так дратує, що жінка йде до крамниці «Spiffany» і купує найдорожчий перстень, який вона може отримати за свої гроші. Однак, купивши каблучку, Мардж почувається дуже винною і намагається сховати її вдома. Однак, не може знайти кращого місця для сховку.
У таверні Мо, Мо каже Гомеру, що він егоїстичний і невдячний до Мардж. Гомер почувається погано, коли повертається додому. Знайшовши каблучку, яку купила Мардж, він злиться. Однак, думаючи про те, як багато Мардж робить для нього, він розуміє, що Мардж заслуговує на каблучку. Гомер одягає перстень на палець Мардж, коли вона спала. Він каже, що шкодує, щоб не він купив їй каблучку, щоб показати, як багато вона для нього значить.
Наступного дня Мардж вже не почувається винною через покупку перстня. Однак, у новинах Кент Брокман повідомляє, що діамант блакитної крові оголосили найбільш неетично видобутим коштовним каменем. Тоді Мардж вирішує носити каблучку лише вдома.

## Культурні відсилання та цікаві факти
- У таверні Мо є урна з прахом Леррі, який помер у попередній серії[1][2].
- Пісня «Leevi's» є пародією на пісню «Levon» Елтона Джона і Берні Топіна[1][3].
- Комплект «Amazing Spider-Pants #300» (укр. «Дивовижні Штани-Павук») є відсиланням до серії коміксів «The Amazing Spider-Man» (укр. «Дивовижна Людина-Павук»)[4].
- Вейлон Сміpерс натякає, що минулого літа він ходив дивитися фільм «Барбі» замість «Оппенгеймера»[5].
  - Водночас, у серії Смізерс не називає назви фільма, що вийшов одного дня із «Опенгеймером».
- Крамниця «Neiman Mark-Up» — це пародія на американський інтегрований роздрібний продавець предметів розкоші «Neiman Marcus»[6].
- У таверні Мо співає «She's a Mad Wife, Homer J» (укр. «Вона — шалена жінка, Гомере Джей»), пародію на пісню «You're a Mean One, Mr. Grinch» (укр. «Ти — злюка, містере Ґрінч») із мультфільма 1969 року «Як Ґрінч украв Різдво!»[5].

## Ставлення критиків і глядачів
Під час прем'єри серію переглянули 0,85 млн осіб, з рейтингом 0.3, що зробило її найпопулярнішим шоу на каналі «Fox» тієї ночі.
Джон Шварц із сайту «Bubbleblabber» оцінив серію на 6/10, сказавши, що серія схожа «на погану суміш ідей, які були зроблені раніше».
На сайті «Me Blog Write Good» відзначили, що «серію майже повністю зосереджено на безладах Мардж, але ми не заглиблюємося глибше, ніж „Мардж купила річ і почувається через це погано“».
Згідно з голосуванням на сайті The NoHomers Club більшість фанатів оцінили серію на 2/5 із середньою оцінкою 2,38/5.